# ريام (الحيمة الخارجية)

تعديل مصدري - تعديل

ريام هي إحدى قرى عزلة الحطب بمديرية الحيمة الخارجية التابعة لمحافظة صنعاء، بلغ تعداد سكانها 184 نسمة حسب تعداد اليمن لعام 2004.